# Герб Кочёвского района
Герб Кочёвского района — официальный символ Кочёвского района Пермского края Российской Федерации.
Ныне действующий герб Кочёвского района утверждён решением Земского Собрания Кочёвского муниципального района от 25 февраля 2010 года № 2 «Об утверждении положений о гербе и флаге Кочёвского муниципального района Пермского края» и внесён в Государственный геральдический регистр Российской Федерации с присвоением регистрационного № 5889.

## Описание герба
В червленом (красном) поле с зеленой оконечностью, пересеченном серебряным поясом и рассеченном столбом того же металла, опирающимся на пояс сверху, на зеленой оконечности — обращенный вправо серебряный заяц, привставший на задних лапах в прыжке, с червлеными (красными) глазами, во главе справа — серебряная перна. В вольной части допускается изображение герба Пермского края. Гербовой щит венчает золотая территориальная корона о пяти зубцах, определяющая статус муниципального района.

## Символика
- Герб гласный: заяц на коми-пермяцком языке произносится как «коч» [кэч'], и это легло в основу исторического наименования центра района — села Кочёво, с перевода на коми-пермяцкий язык «Коч [кэч'] посад».
- Заяц в геральдике — символ чуткости, изобилия и бесстрашия.
- Поле щита червленое (красное) — национальный цвет коми-пермяков. Красный цвет — символ труда, мужества и красоты, характерный для коми-пермяков национальный цвет.
- Серебряный пояс, объединённый с серебряным столбом, символизирует пересечение старинных трактовых дорог, соединявших Кочевскую волость с другими территориями Пермской и Вятской губерний.
- Серебро — символ чистоты помыслов, благородства.
- Серебряная перна — национальный символ коми-пермяцкого народа.
- Зелёная оконечность щита символизирует богатую лесную природу района и развитое сельское хозяйство, которое исторически является основным направлением деятельности жителей Кочевского муниципального района.